# Wall Street: Banii sunt făcuți să circule
Wall Street: Banii sunt făcuți să circule sau Wall Street 2 (în engleză Wall Street: Money Never Sleeps) este o dramă americană din 2010. Filmul este regizat de Oliver Stone, iar în rolurile principale au fost distribuiți Michael Douglas (în rolul lui Gordon Gekko), Shia LaBeouf, Josh Brolin și Carey Mulligan. Acest film este o continuare a filmului din 1987, Wall Street.

## Rezumat
Filmul începe cu Gordon Gekko ieșind de la închisoare, unde a fost închis pentru fraudă bursieră,

## Distribuție
- Michael Douglas: Gordon Gekko
- Shia LaBeouf: Jacob "Jake" Moore
- Josh Brolin: Bretton James
- Carey Mulligan: Winnie Gekko
- Susan Sarandon: Sylvia Moore
- Eli Wallach: Julius Steinhardt
- Frank Langella: Louis Zabel
- Austin Pendleton: Dr. Masters
- Sylvia Miles: Dolores the Realtor
- Vanessa Ferlito: Audrey
- John Buffalo Mailer: Robby
- Jason Clarke: New York Fed Chief
- Oliver Stone: Investor
- Charlie Sheen: Bud "Buddy" Fox
- Donald Trump: el însuși[3]
- Anthony Scaramucci: el însuși[4]